# Campephilus haematogaster
Campephilus haematogaster е вид птица от семейство Picidae.

## Разпространение
Видът е разпространен в Еквадор, Колумбия и Перу.